# Danilo Moretti (illustratore)
Danilo Moretti (Torino, 7 ottobre 1971) è un illustratore italiano.

## Biografia
Nel 1990 (insieme a Ciro Alessandro Sacco, Dante Bianchi, Pierandrea Saraco, Eric Di Donfrancesco e Giancarlo Dell'Aquila) ha trasformato la rivista amatoriale Rune nella prima rivista italiana di giochi di ruolo a uscire in edicola.
Nel 1991, ha collaborato in qualità di illustratore alla rivista The Unicorn (edita da Beholder Co.). Per lo stesso editore ha pubblicato Legione, il primo gioco di ruolo in italiano dedicato ai supereroi e, assieme a Ciro Alessandro Sacco, la guida introduttiva ai giochi di ruolo I Mille Volti della Fantasia.
Nel 2001 ha creato insieme a Ciro Alessandro Sacco il sito Dungeons.it, il principale archivio italiano dedicato alle edizioni italiane di Dungeons & Dragons classico e Advanced Dungeons & Dragons.
Nel 2008 ha pubblicato insieme a Michele Zanellino Super! - Il gioco di ruolo dei supereroi, edizione italiana dello statunitense BASH - Basic Action Super Heroes.
Nel 2010 ha pubblicato Fenomena - il gioco di ruolo dell'insolito.
Nel 2013 ha pubblicato  Super Adventures - il gioco di ruolo dei super eroi.
Nel 2024 ha pubblicato Young Unicorn Ninja Frenzy - il gioco di ruolo degli unicorni e dei cupcake e Fenomena il Gioco di Ruolo dell'insolito.